# Edgar Jenokian
Edgar Jenokian (ur. 20 lipca 1986) – ormiański zapaśnik walczący w stylu wolnym. Zajął dziesiąte miejsce na mistrzostwach świata w 2009 i 2010. Brązowy medalista mistrzostw Europy w 2009. Piętnasty na Uniwersjadzie w 2013, jako zawodnik Armenian State Institute of Physical Culture w Erywaniu. Wicemistrz świata juniorów w 2006 roku.